# Alfred Free
Alfred H. Free (* 1913 in Ohio; † Mai 2000) war ein US-amerikanischer Chemiker, bekannt für die Entwicklung eines Urintests für Diabetes mit seiner Ehefrau Helen Free.
Free studierte Chemie an der Miami University in Oxford mit dem Bachelor-Abschluss magna cum laude und wurde an der Western Reserve University in Cleveland in Biochemie promoviert. Danach lehrte er in Cleveland, arbeitete an der Cleveland Clinic sowie als Berater für den Blutplasma- und Penicillin-Hersteller BenVenue Laboratories während des Zweiten Weltkrieges. 1946 ging er an die Miles Laboratories, wo er Leiter eines Forschungslabors wurde. 1972 wurde er dort Vizepräsident (Vice President for technical services and scientific relations); 1982 ging er in den Ruhestand.
Er entwickelte Ende der 1940er und in den 1950er Jahren verschiedene Teststreifen für Urintests, insbesondere 1956 einen für Glukose im Urin (Clinistix), geeignet für Selbsttests auf Diabetes. 2000 erhielt er den Outstanding Contribution Award der American Association for Clinical Chemistry und wurde mit Helen Free in die National Inventors Hall of Fame aufgenommen. Er hielt über 15 Patente und veröffentlichte über 200 wissenschaftliche Arbeiten.
Free war seit 1947 mit Helen Free verheiratet, mit der er sechs Kinder hatte.

## Schriften
- mit Helen Free: Urinalysis in clinical laboratory practice, Cleveland, CRC Press 1975